# Peter Opsvik
Peter Opsvik(Stranda, 25 de marzo de 1939-30 de septiembre de 2024) fue un diseñador industrial noruego, conocido por sus sillas innovadores y ergonómicas, y por ser el padre del bajista de jazz Eivind Opsvik. Los muebles de Opsvik se pueden encontrar bajo las siguientes marcas: Rybo (Garden), Nomi silla alta, Håg (Capisco, H04, H05, L Ala), Varier (diferentes sillas Balans®), Stokke (Tripp Trapp) Naturellement (Reflex), Cylindra (objetos para muebles) y Moment (Globo).
Su libro Rethinking Sitting salió en 2009, dando a conocer su forma de pensar acerca de sentarse y explicar la filosofía detrás de sus sillas.
Peter Opsvik es también un músico de jazz. Ha sido un miembro de la banda de jazz de Christiania, desde 1972 y de la banda de Christiania 12 desde 1993.

## Conceptos esenciales
Su probablemente la obra más conocida es el ajustables Tripp Trapp (1972) de la silla para los niños, el primer presidente de que «crece» con el niño de niño a adolescente. Es fabricado por la compañía de Stokke y ha vendido más de siete millones de copias. En 2013 se puso en marcha la nueva silla alta «Nomi», que es el resultado de su visión, el diseño de los mundos mejores de la silla alta. En su 75 cumpleaños (25 de marzo) se anunció que Nomi la silla alta se ha ganado el Red Dot awards «grand prix» - el «Red Dot - lo Mejor de lo mejor».
La silla de la silla de Håg Capisco fue lanzado en la década de 1980 e inspirado por el jinete de la dinámica de la postura. Sin embargo, el objetivo era crear una sala de dispositivo o de una silla de trabajo que invite al usuario a asumir el mayor número de posturas para sentarse posible. En 2010 este clásico del diseño se ha hecho accesible para un público más amplio cuando el Capisco Puls fue lanzado.
Un equilibrio de inclinación es muy ventajoso ya que el usuario controla automáticamente la inclinación de los movimientos de la silla sin tener que pensar en ello. El usuario puede concentrarse en sus actividades y no tiene que molestarse con regulación mecánica de la silla. El presidente sigue las inclinaciones naturales del cuerpo y automáticamente se estabiliza en el cuerpo del seleccionado sentado ángulos o en los ángulos que son requeridos por el trabajo de la tarea que se está realizando. La forma más sencilla de comprobar esto es para probar uno de sus sillas en frente de una mesa de trabajo durante un día de trabajo normal. El presidente se inclina hacia adelante cuando el usuario desea estar activo en la mesa y se inclina hacia atrás, si el usuario desea relajarse o hablar por teléfono. A menudo tales variaciones se producen muchas veces por minuto.
Hans Chr. Mengshoel se inició el concepto de rodillas presidente de la postura en Noruega, y Peter Opsvik fue uno de los tres diseñadores que desarrolló sillas basados en este principio de que todos habían Balans en sus nombres. Los otros fueron Oddvin Rykken, y el prof. Svein Gusrud. Peter Opsvik está de rodillas sillas fueron fabricados originalmente por Stokke (ahora Varier), Håg y Rybo. Con su forma icónica esta silla ha sido votado como uno de los 50 diseños que cambiaron el mundo.
Como la Variable de nombre lo indica, era de primordial importancia para Opsvik que la postura de rodillas debe ser uno de los muchos diferentes posturas para sentarse.
Algunos ejemplos de sus productos incluyen los modelos Variable Balans, Gravity Balans, Thatsit Balans, y Wing Balans.

## Premios
Peter Opsvik ha sido galardonado con varios premios por su trabajo, más recientemente, el Premio Red Dot award 2013 "lo Mejor de lo Mejor" para Nomi silla Alta, Red Dot award 2011 (para Capisco Puls), el Diseño IF gold award 2011 (para Capisco Puls) y el noruego de Diseño de premio a la Excelencia 2011.
Opsvik fue galardonado con El clásico premio a la excelencia en el diseño en Noruega para las sillas de Tripp Trapp en 1996 y Håg Capisco. En 2008 fue galardonado con Anders Jahre cultural y el premio de Diseño Nórdico Premio (Nordiska Designpriset). Opsvik también ha recibido Torsten & Wanjas Söderbergs premio de diseño en Suecia por su pionero, muebles y variable de los muebles.
En 2013 Norsk Forma (La Fundación para el Diseño y la Arquitectura en Noruega) otorgó Opsvik Jacob-prisen para el año 2012.

## Exposiciones
Peter Opsvik muebles-objetos han sido expuestas en todo el mundo. Movimiento Peter Opsvik, una exposición itinerante iniciado por el noruego de Asuntos Exteriores, se exhiben en el Museo de Artes Decorativas y Diseño (Gent) en 1999, Deutsches Museum de Múnich), El Faro (Glasgow), así como entre otros el Museo de Diseño de Londres (london), el Museo de Arte Decorativo y de Diseño (Gotemburgo) y el.
Algunas de sus otras exposiciones se han mostrado en:
- The West Norway Museum of Applied Art, Bergen 1996
- Kunstlerhaus (Artisthouse) mit Galerie, Göttingen 1990
- Gallerie V.I.A, Paris 1990
- Applied Art Museum, Oslo 1986
- New York, Houston, Chicago and Tokyo in 1982
- Wien, Düsseldorf, Den Haag and London in 1981
- Copenhagen and London 1979